# مصطفی شنتوپ
مصطفی  شنتوپ (انگلیسی: Mustafa Şentop؛ زادهٔ ۶ اوت ۱۹۶۸) سیاستمدار اهل کشور ترکیه و نماینده مجلس از حوزه انتخابیه استانبول در دوره‌های ۲۴، ۲۵ و ۲۶ و از حوزه انتخابیه تکیرداغ در دوره ۲۷ مجلس قانونگذاری است. وی رئیس مجلس ملی کبیر ترکیه نیز بوده‌است.

## اوایل زندگی و حرفه
شنتوپ در تاریخ ۶ آگوست ۱۹۶۸ در تکیرداغ متولد شد و بعدها از دانشکده حقوق دانشگاه استانبول فارغ التحصیل شد و سپس موفق به اخذ مدرک کارشناسی ارشد و دکترای خود در رشته حقوق عمومی از دانشگاه مرمره شد. شنتوپ در سال ۱۹۹۳ به عنوان دستیار تحقیقات در دانشکده حقوق دانشگاه مرمره آغاز به فعالیت کرد و بعداز آن به مدرک دکتری دست پیدا کرد. شنتوپ در سال ۲۰۰۲ به عنوان دانشیار و بعد از آن در سال ۲۰۱۱ به جایگاه استادی دست یافت. او چندین فعالیت مدیریتی را در دانشگاه مرمره انجام داد. شنتوپ از دوران دانشگاه به عنوان نویسنده و سردبیر در مجله های گوناگون مشغول فعالیت در این زمینه ها بود و پس از آن عضو هیئت تحریریه مجلات دانشگاهی و سردبیر مجلات ارجاعی می شود. شنتوپ همچنین به عنوان رئیس مرکز پژوهش های اقتصادی و اجتماعی شعبه استانبول تحت عنون (یی اس ای ام) خدمت می کند.